# Венедикт (Плотников)
Архиепи́скоп Венеди́кт (в миру Ви́ктор Васи́льевич Пло́тников; 25 октября 1872, село Лижма, Олонецкая губерния — 16 августа 1937, Ленинград) — епископ Русской православной церкви, с 7 декабря 1936 архиепископ Казанский и Свияжский. Расстрелян в 1937 году в рамках «кулацкой операции» НКВД, реабилитирован посмертно.

## Биография
Окончил Олонецкую духовную семинарию (1893).
С 1893 года — псаломщик Петрозаводского кафедрального собора и учитель пения духовного училища.
20 июля 1894 года женится на Лидии Малиновской, дочери учителя Петрозаводского духовного училища.
С 15 августа 1894 года — священник Петрозаводского кафедрального собора.
В 1895—1898 году — священник Вытегорского Воскресенского собора.
В 1902 году окончил Санкт-Петербургскую духовную академию со степенью кандидата богословия.
В 1902—1918 годах — законоучитель и настоятель церкви Петроградского Павловского женского института и законоучитель разных учебных заведений.
В 1918 году служил в Никольском Морском соборе в Кронштадте.
В 1919—1920 — ключарь Исаакиевского кафедрального собора Петрограда.
Овдовев, в 1919 году принял монашество.
В мае 1920 был арестован, затем освобождён.
С 28 августа 1920 года — епископ Кронштадтский, викарий Петроградской епархии (хиротонию возглавил митрополит Вениамин (Казанский)).
В 1922 году арестован по делу «о сопротивлении изъятию церковных ценностей». Был одним из обвиняемых на процессе митрополита Вениамина и других петроградских церковных деятелей, приговорён к расстрелу, который был заменён пятью годами заключения. 30 ноября 1923 года освобождён.
С 9 января 1924 года управлял Олонецкой епархией, в феврале 1924 — декабре 1925 года — Петроградской епархией.
Активно боролся с обновленческим движением, был решительным противником компромиссов с обновленцами, за которые выступала часть патриархийного духовенства, включая известного ленинградского протоиерея Николая Чукова. Издавал антиобновленческие воззвания, адресованные духовенству и мирянам Петроградской епархии. Когда по настоянию епархиального совета владыка Венедикт встретился с обновленческим иерархом Николаем Платоновым, то заявил, что

без разрешения центра он вступить в переговоры не имеет права и, что следует сначала Синоду договориться с митрополитом Петром Крутицким. Да и говорить о примирении нет особой надобности: желающие мира всегда могут получить его, покаявшись в своих заблуждениях.

18 декабря 1925 года вновь арестован по делу «нелегального Совета епископов». 26 апреля 1926 года приговорён к трём годам ссылки в Сибирь. Находясь в ссылке, поддержал Декларацию Заместителя Патриаршего местоблюстителя митрополита Сергия (Страгородского).
В апреле 1929 года освобождён из ссылки, жил в Нижнем Новгороде.
С 1931 года — управляющий Вологодской епархией (с титулом епископа Кронштадтского).
4 апреля 1933 года возведён в сан архиепископа.
С 16 июня 1933 года — архиепископ Вологодский и Тотемский.
С 5 октября 1933 года — архиепископ Новгородский.
В 1934 году вызывался на летнюю сессию Временного Патриаршего Священного Синода. В том же году поддержал возведение Заместителя Патриаршего Местоблюстителя митрополита Сергия (Страгородского) в достоинство митрополита Московского и Коломенского, направив 10 мая рапорт, в котором писал: «Незадолго перед этим я получил и другой Указ — о вызове меня для заседаний во временном Патриаршем Синоде на летнюю сессию. Приношу Вам мою глубокую благодарность и за этот, новый знак милостивого Вашего внимания к моему недостоинству и постараюсь оправдать его, насколько хватит моих сил и уменья. Это было для меня большей неожиданностью и вызвало у меня много недоуменных вопросов, связанных с предстоящим устроением моим на новом месте моего временного пребывания в смысле помещения и содержания. Я знаю, что в частных домах теперь очень трудно найти мало-мальски приличное помещение, но меня ободрил и уверил Владыка Алексий, м[итрополит] Ленинградский, что этот вопрос при Вашем благосклонном участии и содействии может быть устроен в благожелательном смысле <…> У меня все обстоит пока благополучно, слава Богу! Погода, на редкость стоит теплая, хорошая и благоприятная, все цветет и благоухает. Надеюсь скоро Вас видеть и лично приветствовать».
5 сентября 1936 года уволен на покой (очевидно, в связи с лишением его гражданскими властями регистрации в качестве «служителя культа»).
С 20 декабря 1936 года — архиепископ Казанский и Свияжский.
28 февраля 1937 был арестован в Казани как «идейный вдохновитель и организатор контрреволюционной организации церковников, существовавшей в Ленобласти с 1932 г.» Этапирован в Ленинград. 11 августа 1937, одним из первых, был осужден к ВМН «тройкой» УНКВД Ло в рамках "кулацкой операции " НКВД. Расстрелян 16 августа 1937 г. Место захоронения — спецобъект УНКВД Ло «Левашово». Реабилитирован посмертно.